# بوبي باكستر
بوبي باكستر (بالإنجليزية: Bobby Baxter)‏ (23 يناير 1911 بإدنبرة في المملكة المتحدة - 1 أبريل 1991) هو مدرب كرة قدم ولاعب كرة قدم بريطاني (وحمل سابقاً جنسية المملكة المتحدة لبريطانيا العظمى وأيرلندا) في مركز الدفاع. شارك مع منتخب اسكتلندا لكرة القدم. أما مع النوادي، فقد لعب مع نادي ميدلزبره وهارت أوف ميدلوثيان ورابطة كرة القدم الاسكتلندية الحادية عشر ‏.